# Clásico Marina Lezcano

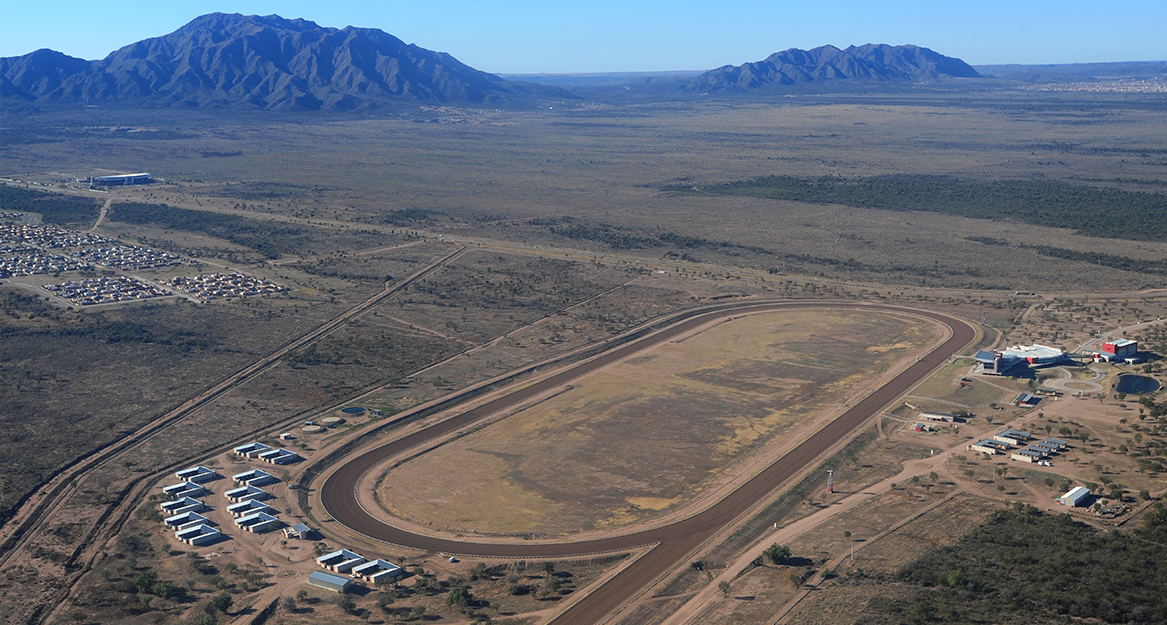
Hipódromo La Punta, San Luis

El Clásico Marina Lezcano es una carrera de caballos, para yeguas de 4 años y más edad, cuyo nombre rinde homenaje a la jocketa argentina Marina Lezcano. Se disputa desde el año 2012, en el mes de septiembre y en la pista de arena del Hipódromo La Punta de la provincia de San Luis, Argentina. Desde el año 2012 al 2014 se corrió sobre la distancia de 1400 metros, desde el año 2015 al 2018 se disputó sobre 1200 metros, en el año 2019 volvió a correrse sobre 1400 metros, en 2022 y 2023 se corrió sobre 1300 metros y desde el año 2024 se corre sobre 1200 metros.

## Destacadas Ganadoras
- La primera edición del 23 de septiembre de 2012 la ganó la tordilla WHITE GIRLFRIEND, elegida Mejor Yegua Adulta La Punta 2011. Se abrieron los partidores del Clásico y salió decididamente a hacer la delantera WHITE GIRLFRIEND con ventajas sobre NOSAKA y LOBIZONA, más atrás corría HALO LAK, por dentro IDEADA HAYDEN. En los 1000 metros sin variantes: WHITE GIRLFRIEND al frente, marcaba el camino con amplia ventaja sobre NOSAKA y LOBIZONA, desde el fondo avanzaba IDEADA HAYDEN, por dentro HALO LAK. En la recta, bien ceñida a la empalizada, intentó la disparada WHITE GIRFRIEND con ventajas sobre NOSAKA que pasó a la segunda ubicación, dejando tercera a HALO LAK. Faltando 200 metros WHITE GIRFRIEND mantenía 3 cuerpos de ventaja sobre NOSAKA, con el resto a varios cuerpos. Al llegar al disco la entrenada por Luis Alberto Muñoz, puntera desde el principio al fin de la carrera, se impuso por 4 cuerpos.

- El 15 de septiembre de 2013 la ganadora fue MONONA AL, elegida Mejor Yegua Adulta y Yegua del Año La Punta 2012, registró el mejor tiempo de la prueba sobre 1.400 metros.
- El 20 de septiembre de 2015 el Clásico fue ganado por BEAUTY RUN por 6 cuerpos, el mayor margen de la prueba, y empleando un tiempo de 1 minuto, 11 segundos y 60 centésimas para recorrer los 1200 metros, siendo el mejor tiempo de la prueba en esa distancia.

- El 15 de septiembre de 2019 la ganadora LIBERTY LILI fue conducida por Miriam del Carmen Ávila, la primera jocketa en ganar este Clásico.
- El 13 de noviembre de 2022, luego de 3 años, se volvió a correr este Clásico puntano.
- La única ganadora en dos ediciones es PETALS, quien lo hizo por la mínima diferencia en el historial de esta carrera (hocico) en 2022 y por el máximo margen (7 cuerpos y 3/4) dos años después.

## Ganadoras
| Año  | Ganadora          | Jockey                      | Peso    | Entrenador      | Caballeriza           | Margen  | Distancia | Tiempo   |
| ---- | ----------------- | --------------------------- | ------- | --------------- | --------------------- | ------- | --------- | -------- |
| 2012 | WHITE GIRLFRIEND  | Esteban Torres              | 60,5 kg | Luis Muñoz      | La Huella             | 4 cpos  | 1400 m    | 1'24"60c |
| 2013 | MONONA AL         | Armando C. Glades           | 59,0 kg | Mario Glades    | Alto Alegre (R.IV)    | 1½ cpos | 1400 m    | 1'24"10c |
| 2014 | SEASON'S END      | Isidro A. Ojeda             | 59,5 kg | Enrique Bayma   | Las Niñas (LPT)       | ½ cpo   | 1400 m    | 1'25"40c |
| 2015 | BEAUTY RUN        | Leonardo F. Elizondo        | 55,0 kg | Cristian Munafo | Doña Dora (SJ)        | 6 cpos  | 1200 m    | 1'11"60c |
| 2016 | LA INCREIBLE HALO | Carlos T. Villegas          | 58,0 kg | Carlos Mansilla | El Tesoro (R.IV)      | 3¾ cpos | 1200 m    | 1'13"18c |
| 2017 | CHE MILONGUERA    | Crescencio Ortega Pavón     | 58,0 kg | Pablo López     | Casi-Nebra (R.IV)     | 3 cpos  | 1200 m    | 1'13"30c |
| 2018 | LUZ DELFINA       | Gerardo Tempesti Villalonga | 56,0 kg | Juan Olmos      | El Principiante (Mza) | 5½ cpos | 1200 m    | 1'12"20c |
| 2019 | LIBERTY TILI      | Miriam del Carmen Ávila     | 55,0 kg | Hugo Gutiérrez  | Tili Juan (LPT)       | ¾ cpo   | 1400 m    | 1'26"30c |
| 2020 | no se corrió      |                             |         |                 |                       |         |           |          |
| 2021 | no se corrió      |                             |         |                 |                       |         |           |          |
| 2022 | PETALS            | Facundo M. Campos           | 57,0 kg | Juan Espinosa   | Nicolás e hijos (LPT) | hco     | 1300 m    | 1'18"40c |
| 2023 | DICHOTOMY         | Facundo M. Quinteros        | 57,0 kg | Hugo Gutiérrez  | Tili Juan (LPT)       | ½ pzo   | 1300 m    | 1'17"10c |
| 2024 | PETALS            | Carlos Ángel N. Aguirre     | 60,5 kg | Juan Espinosa   | Nicolás e hijos (LPT) | 7¾ cpos | 1200 m    | 1'10"82c |